# Tony Awards 1969
Die Verleihung der 23. Tony Awards 1969 (23nd Annual Tony Awards) fand am 20. April 1969 im Mark Hellinger Theatre in New York City statt. Moderatoren der Veranstaltung waren Diahann Carroll und Alan King, als Laudatoren fungierten Lauren Bacall, Pearl Bailey, Harry Belafonte, Richard Benjamin, Godfrey Cambridge, Betty Comden, Patty Duke, Adolph Green, Dustin Hoffman, Angela Lansbury, Jack Lemmon, Ethel Merman, Arthur Miller, Robert Morse, Zero Mostel, Paula Prentiss, Robert Preston, Vanessa Redgrave, Leslie Uggams, Gwen Verdon und Shelley Winters. Ausgezeichnet wurden Theaterstücke und Musicals der Saison 1968/69, die am Broadway ihre Erstaufführung hatten. Die Preisverleihung wurde von der National Broadcasting Company im Fernsehen übertragen.

## Hintergrund
Die Antoinette Perry Awards for Excellence in Theatre, oder besser bekannt als Tony Awards, werden seit 1947 jährlich in zahlreichen Kategorien für herausragende Leistungen bei Broadway-Produktionen und -Aufführungen der letzten Theatersaison vergeben. Zusätzlich werden verschiedene Sonderpreise, z. B. der Regional Theatre Tony Award, verliehen. Benannt ist die Auszeichnung nach Antoinette Perry. Sie war 1940 Mitbegründerin des wiederbelebten und überarbeiteten American Theatre Wing (ATW). Die Preise wurden nach ihrem Tod im Jahr 1946 vom ATW zu ihrem Gedenken gestiftet und werden bei einer jährlichen Zeremonie in New York City überreicht.

## Gewinner und Nominierte

### Theaterstücke
| Kategorie                            | Preisträger      | Theaterstück                             | Nominierungen |
| Bestes Theaterstück                  | Howard Sackler   | The Great White Hope                     | - Hadrian the Seventh – Peter Luke - Lovers – Brian Friel - The Man in the Glass Booth – Robert Shaw                                                                                  |
| Bester Hauptdarsteller Theaterstück  | James Earl Jones | The Great White Hope als Jack Jefferson  | - Art Carney in Lovers als Andy Tracey - Alec McCowen in Hadrian the Seventh als Fr. William Rolfe - Donald Pleasence in The Man in the Glass Booth als Arthur Goldman                |
| Beste Hauptdarstellerin Theaterstück | Julie Harris     | Forty Carats als Ann Stanley             | - Estelle Parsons in The Seven Descents of Myrtle als Myrtle - Charlotte Rae in Morning, Noon and Night als Various Characters - Brenda Vaccaro in The Goodbye People als Nancy Scott |
| Bester Nebendarsteller Theaterstück  | Al Pacino        | Does a Tiger Wear a Necktie? als Bickham | - Richard Castellano in Lovers and Other Strangers als Frank - Tony Roberts in Play It Again Sam as Dick Christie - Louis Zorich in Hadrian the Seventh als Cardinal Ragna            |
| Beste Nebendarstellerin Theaterstück | Jane Alexander   | The Great White Hope als Eleanor Bachman | - Diane Keaton in Play It Again Sam als Linda Christie - Lauren Jones in Does a Tiger Wear a Necktie? als Linda - Anna Manahan in Lovers als Hanna                                    |
| Beste Theaterregie                   | Peter Dews       | Hadrian VII                              | - Joseph Hardy – Play It Again Sam - Harold Pinter – The Man in the Glass Booth - Michael A. Schultz – Does a Tiger Wear a Necktie?                                                   |

### Musicals
| Kategorie                       | Preisträger                                                  | Musical                                 | Nominierungen |
| Bestes Musical                  | Peter Stone (Buch) und Sherman Edwards (Musik und Liedtexte) | 1776                                    | - Hair - Promises, Promises - Zorba |
| Bester Hauptdarsteller Musical  | Jerry Orbach                                                 | Promises, Promises als Chuck Baxter     | - Herschel Bernardi in Zorba als Zorba - Jack Cassidy in Maggie Flynn als The Clown - Joel Grey in George M! als George M. Cohan                                                 |
| Beste Hauptdarstellerin Musical | Angela Lansbury                                              | Dear World als Countess Aurelia         | - Maria Karnilova in Zorba als Madame Hortense - Dorothy Loudon in The Fig Leaves Are Falling als Lillian Stone - Jill O’Hara in Promises, Promises als Fran Kubelik             |
| Bester Nebendarsteller Musical  | Ronald Holgate                                               | 1776 als Richard Henry Lee              | - Larry Haines in Promises, Promises als Dr. Dreyfuss - Edward Winter in Promises, Promises als J.D. Sheldrake - William Daniels in 1776 als John Adams (abgelehnte Nominierung) |
| Beste Nebendarstellerin Musical | Marian Mercer                                                | Promises, Promises als Marge MacDougall | - Sandy Duncan in Canterbury Tales als Various Characters - Lorraine Serabian in Zorba als Leader - Virginia Vestoff in 1776 als Abigail Adams                                   |
| Beste Musicalregie              | Peter Hunt                                                   | 1776                                    | - Robert Moore – Promises, Promises - Tom O’Horgan – Hair - Harold Prince – Zorba                                                                                                |

### Theaterstücke oder Musicals
| Kategorie           | Preisträger      | Theaterstück bzw. Musical | Nominierungen                                                                                                  |
| Bestes Bühnenbild   | Boris Aronson    | Zorba                     | - Derek Cousins – Canterbury Tales - Jo Mielziner – 1776 - Oliver Smith – Dear World                           |
| Beste Choreographie | Joe Layton       | George M!                 | - Sammy Bayes – Canterbury Tales - Ron Field – Zorba - Michael Bennett – Promises, Promises                    |
| Beste Kostüme       | Loudon Sainthill | Canterbury Tales          | - Michael Annals – Morning, Noon and Night - Robert Fletcher – Hadrian the Seventh - Patricia Zipprodt – Zorba |

### Sonderpreise (ohne Wettbewerb)
| Kategorie          | Preisträger                               | Grund der Preisverleihung |
| Special Tony Award | National Theatre Company of Great Britain |                           |
| Special Tony Award | The Negro Ensemble Company                |                           |
| Special Tony Award | Rex Harrison                              |                           |
| Special Tony Award | Leonard Bernstein                         |                           |
| Special Tony Award | Carol Burnett                             |                           |

## Statistik

### Mehrfache Nominierungen
- 8 Nominierungen: Promises, Promises und Zorba
- 6 Nominierungen: 1776
- 5 Nominierungen: Hadrian the Seventh
- 4 Nominierungen: Canterbury Tales
- 3 Nominierungen: Does a Tiger Wear a Necktie?, The Great White Hope, Lovers, The Man in the Glass Booth und Play It Again Sam
- 2 Nominierungen: Dear World, George M!, Hair und Morning, Noon and Night

### Mehrfache Gewinne
- 3 Gewinne: The Great White Hope und 1776
- 2 Gewinne: Promises, Promises